# Anguimorpha
Anguimorpha é uma infraordem de lagartos do clado Scleroglossa. É um grupo diverso de lagartos com e sem membros, e possui registro fóssil em todos os continentes.
Anguimorpha inclui cinco famílias recentes: Anguidae, Helodermatidae, Lanthanotidae, Varanidae e Xenosauridae.